# Elementi di critica omosessuale
Elementi di critica omosessuale è il primo e più importante scritto di Mario Mieli, considerato il saggio che sta alla base di tutti i successivi studi di genere in Italia.
Nato come tesi di laurea in filosofia morale, viene pubblicato per la prima volta da Giulio Einaudi Editore nel 1977, per poi essere ripubblicato nel 2002 da Feltrinelli. È stato quindi pubblicato in lingua inglese con il titolo Homosexuality and liberation: elements of a gay critique da Gay Men's Press nel 1980, in lingua spagnola con il titolo Elementos de crítica homosexual nel 1979 dall'editrice Anagrama.
Il 9 novembre 2017 è uscita per Feltrinelli una nuova edizione dell’opera. Una nuova edizione in lingua inglese verrà inoltre pubblicata sempre nel 2017 da Pluto Press, con introduzione di Massimo Prearo e prefazione di Tim Dean.

## Articolazione del libro
- Prefazione: Gli “Elementi di critica omosessuale” di Mario Mieli ovvero, la gioia dell’invenzione (di "antagonismogay")
  - Messa a valore delle differenze
- Indice
- Premessa
- I) Il desiderio omosessuale è universale
  - Il movimento gay di fronte alla repressione
  - Polimorfismo "perverso": universalità del desiderio omosessuale. Bisessualità e transessualità
  - Affermazione dell'eterosessualità e misconoscimento della donna in sé
  - Critica del concetto di bisessualità. "La nevrosi è per così dire la negativa della perversione"
  - Gli psiconazisti
  - I cosiddetti "terapeuti"
  - Il dogma della procreazione
  - Edipo o altro
- II) Come gli omosessuali, di rogo in rogo, divennero gay
  - L'antitesi omosessuale e la Norma. La messinscena dell'"amore"
  - Il tabù antiomosessuale. Sue origini
  - La persecuzione degli omosessuali nei secoli
  - Le leggi contemporanee. Origini del movimento omosessuale per la rivendicazione di diritti egualitari
  - Oscurantismo-progressismo ecclesiastico
  - Desublimazione repressiva. Protezione. Sfruttamento. Falsa colpa. Riformismo
  - Ideologia. Progetto omosessuale rivoluzionario
- III) I maschi eterosessuali ovvero le criptochecche
  - Lo sport
  - Alcol, patriottismo e altre droghe. Cameratismo e amicizia
  - Le eterochecche. Il culto del gay superstar
  - Gelosia. Cenni sul masochismo e il sadismo. L'omosessualità nell'eterosessualità
  - La violenza contro gli omosessuali come estroversione negativa del desiderio omoerotico censurato. Ipocrisia del maschio eterosessuale
  - Il carnefice è complice della vittima. Vittimismo e masochismo
  - L'omoerotismo sublimato quale garanzia di coesione sociale. L'omosessualità in Dante
  - Appunti sull'Eros platonico e sull'omosessualità nella religione
  - Cenni sull'analità e la pornolalia. Il denaro e la merda
- IV) Dei delitti e del pene
  - L'omosessualità spacciata per eterosessualità
  - L'assassinio di Pasolini
  - I "ragazzi di vita"
  - I "protettori" di sinistra
- V) Mens sana in corpore perverso
  - Il "non-desiderio" e la negazione. I desideri coatti
  - Paranoia e omosessualità
  - Il trip "schizofrenico" e la transessualità
  - Le donne e le checche
- VI) Verso il gaio comunismo
  - Cenni sul travestitismo. Omosessualità e "omosessualizzazione"
  - Angoscia e rimozione. Le "porcate" dei gay
  - La paura di castrazione e la parabola della guerra
  - La sublimazione dell'Eros nel lavoro
  - L'assolutizzazione della genitalità, ovvero l'idiotismo eterosessuale
  - I "normali" di fronte ai travestiti. Cenni sulla famiglia
  - La coazione a ripetere. Il ghetto. "Venir fuori" sul posto di lavoro
  - Soggettività rivoluzionaria e soggezione
- FINE

## Il pensiero
L'assunto di fondo del pensiero di Mario Mieli consiste nel ritenere che ogni persona è potenzialmente transessuale se non fosse condizionata, fin dall'infanzia, da un certo tipo di società che (attraverso quella che Mieli chiamava "educastrazione"), costringe a considerare l'eterosessualità come "normalità" e tutto il resto come perversione. Per transessualità Mieli non intende quello che si intende oggi nella comune accezione del termine, ma l'innata tendenza polimorfa e "perversa" dell'uomo, caratterizzata da una pluralità delle tendenze dell'Eros e da l'ermafroditismo originario e profondo di ogni individuo.
Mieli fu tra i primi studiosi ed attivisti del Movimento di liberazione omosessuale italiano, accanto a Ferruccio Castellano, Massimo Consoli, Elio Modugno e Angelo Pezzana. Tutti partivano dalla certezza che la liberazione dall'ancestrale omofobia dovesse fondarsi sulla consapevolezza della propria identità di genere, censurata fin dalla nascita dalla cultura dominante, da loro ritenuta antropologicamente sessuofoba e pervicacemente omofoba. Da queste basi partivano per abbattere la discriminazione plurisecolare nei confronti di chi non si identificava nella sessualità assiomaticamente definita come naturale e normale.
Mieli abbracciò immediatamente il marxismo, cercando di rimodularlo sulle istanze della lotta di liberazione ed emancipazione omosessuale. Negli Elementi volle rielaborare alcuni degli spunti teorici della teoria della sessualità di Sigmund Freud attraverso la lettura che, tra gli anni 1950 e 1960, ne aveva fatto Herbert Marcuse. Questi infatti, in opere come Eros e civiltà (1955) e L'uomo a una dimensione (1964), aveva voluto fondere marxismo e psicoanalisi. Fu proprio Freud, infatti, a sostenere che l'orientamento sessuale poteva prendere qualsiasi "direzione", riconducendo "eterosessualità" e "omosessualità" a semplici varianti della sessualità umana in senso lato.
Una non escluderebbe l'altra e anzi, almeno potenzialmente, tutti saremmo pluri-sessuali, "polimorfi" o, più semplicemente, bisessuali. In base a questa riflessione riteneva che si dovesse denunciare come assurda e inconsistente l'opposizione ideologica "eterosessuale" vs "omosessuale", essendo viziato il principio stesso di "mono-sessualità". A questa prospettiva unilaterale, che riteneva incapace di cogliere la natura ambivalente e dinamica della dimensione sessuale, Mieli ha preferito opporre un principio di eros libero, molteplice e polimorfo.
Per Mieli era tragicamente ridicola «la stragrande maggioranza delle persone, nelle loro divise mostruose da maschio o da "donna" [...]. Se il travestito appare ridicolo a chi lo incontra, tristemente ridicolissima è per il travestito la nudità di chi gli rida in faccia».
Tim Dean, psicoanalista dell'Università di Buffalo, che redasse l'appendice dell'edizione di Giangiacomo Feltrinelli Editore degli Elementi, affermava: «Nel processo politico di ristrutturazione della società (...) Mieli non esita a includere nel suo elenco di esperienze redentive la pedofilia, la necrofilia e la coprofagia» e «ridefinisce drasticamente il comunismo descrivendolo come riscoperta dei corpi (...) In questa comunicazione alla Georges Bataille di forme materiali, la corporeità umana entra liberamente in relazioni egualitarie multiple con tutti gli esseri della terra, inclusi "i bambini e i nuovi arrivati di ogni tipo, corpi defunti, animali, piante, cose" annullando "democraticamente" ogni differenza non solo tra gli esseri umani ma anche tra le specie».
A questa rivoluzione sociale sono di ostacolo determinati elementi, ritenuti come «pregiudizi di certa canaglia reazionaria» che, trasmessi con l'educazione, hanno la colpa di «trasformare troppo precocemente il bambino in un adulto eterosessuale».
Tra i primi a parlare esplicitamente di sessualità infantile egli ruppe un tabù, causando forti polemiche e dando adito ad accuse strumentali di incitare la pedofilia da parte dei suoi detrattori; i bambini, secondo quello che sembra essere il pensiero di Mieli, possono "liberarsi" dai pregiudizi sociali e trovare la realizzazione della loro "perversità poliforma" grazie ad adulti consapevoli di quanto sopra asserito:
(Elementi di critica omosessuale, 1977, pag. 55)